# Vallée d'Aoste Nus Malvoisie flétri
Le Vallée d'Aoste Nus Malvoisie flétri est un vin blanc doux italien à base de raisins passerilé (version flétri) de la région autonome Vallée d'Aoste doté d'une appellation DOC depuis le 30 juillet 1985. Seuls ont droit à la DOC les vins récoltés à l'intérieur de l'aire de production définie par le décret. Les vignobles autorisés se situent en Vallée d'Aoste dans les communes d’Aoste, Nus, Quart,  Saint-Christophe et Verrayes.

## Caractéristiques organoleptiques
- couleur: jaune doré.
- odeur: fin, intense,
- saveur: doux, harmonieux, agréable.

Le Vallée d'Aoste Nus Malvoisie flétri se déguste à une température de 10 à 12 °C et il se gardera  2 – 5 ans.

## Production
Province, saison, volume en hectolitres :
- pas de données disponibles